# A un minuto de ti
«A un minuto de ti» es una exitosa canción interpretada por el cantante hispano-venezolano Mikel Erentxun, que está incluida en su álbum debut de estudio como solista Naufragios (1992), mismo año en que se publicó bajo su discográfica Warner Music Group.

## Origen y significado
La canción fue escrita por Erentxun junto con Jesús María Corman, y hace alusión a un amor inolvidable que está decidida a volver con su ser amado, prometiendo regresar antes de que la otra parte sienta su ausencia

## Versiones
En 2021 hizo otro cover junto con el cantante español Coque Malla, la cual también tuvo buena recepción por parte de fanes.
En 2023 el grupo mexicano Moenia versionó la canción para su álbum tributo Stereohits Vol. 2, continuación del primero lanzado en 2004.

## Lista de canciones

### Descarga digital[10]
| A un minuto de ti — Single |                              |          |  |
| N.º                        | Título                       | Duración |  |
| 1.                         | «A un minuto de ti»          | 3:53     |  |
| 2.                         | «A un minuto de ti»          | 3:57     |  |
| 3.                         | «Lágrimas de fuego y ceniza» | 3:48     |  |

## Posiciones en las listas
| Listas (1993)                              | Posición |
| ------------------------------------------ | -------- |
| Estados Unidos Billboard Latin Pop Airplay | 81       |

## Premios y nominaciones
| Año  | Publicación | País | Lista                                 | Puesto |
| ---- | ----------- | ---- | ------------------------------------- | ------ |
| 2006 | Alborde     | EUA  | 500 canciones del Rock Iberoamericano | 397°   |